# Actas (reunión académica)
En el ámbito académico, las actas son colecciones de trabajos académicos que se publican en el contexto de una reunión académica (congreso, conferencia, jornadas). Por lo general son distribuidas en forma de libros impresos (y/o, a veces en formato de CD-ROM), ya sea antes del inicio de la reunión o después de la misma. Las actas contienen las aportaciones realizadas por los investigadores en la conferencia. Son, por tanto, el registro escrito de la obra que se ha presentado a los asistentes a la reunión y al resto de la comunidad científica.

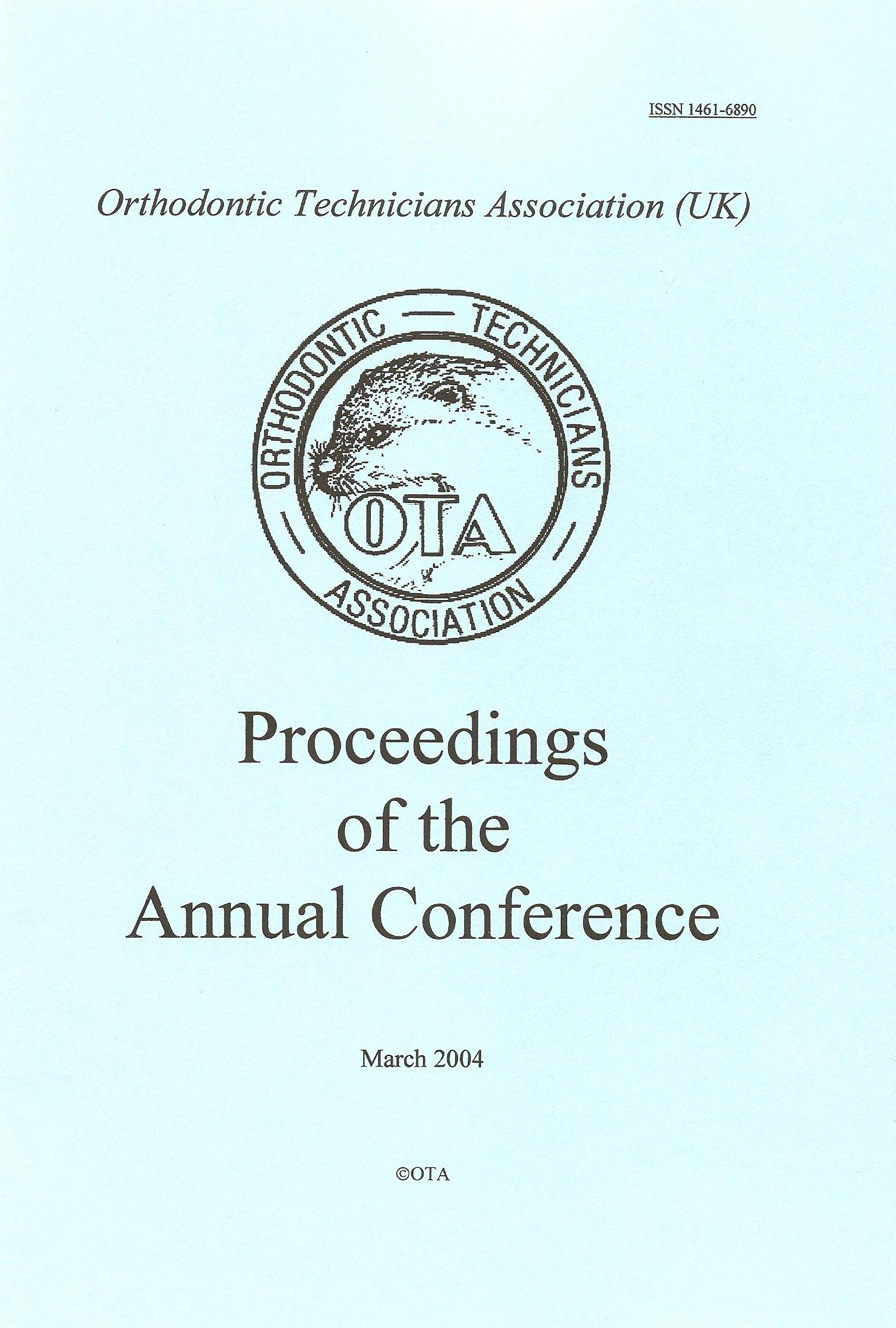
Portada de las Actas de OTA Conference Proceedings 2004. una convención de ortodoncistas.

## Actas de una reunión académica
Las actas de un congreso científico incluyen las conferencias plenarias, los resúmenes o abstracts de las comunicaciones y pósteres presentados y otras informaciones relevantes sobre dicha reunión como las personas asistentes, etc.
Esta colección de documentos es organizada por una o más personas, que forman parte del equipo editorial o del comité organizador del evento. La calidad de los trabajos está normalmente asegurada porque un grupo de personas (comité científico) leen los artículos presentados por los asistentes antes de ser aceptados. Este proceso se llama revisión. Dependiendo del nivel de la conferencia, este proceso de revisiones puede tardar incluso hasta un año. Los editores deciden sobre la composición de las actuaciones, el orden de los documentos, y elaboran el prefacio y otros elementos de texto. Aunque la mayoría de los cambios en los documentos se producen sobre la base de un consenso entre los editores y autores, los editores pueden también por sí solos hacer cambios en los documentos.
Ya que la colección de artículos proviene de los investigadores, el carácter de unas Actas es claramente diferente al de un libro de texto. Cada trabajo normalmente está bastante aislado de los otros documentos incluidos en las mismas Actas. Sobre todo falta un argumento general que conduzca de una contribución a la siguiente. En algunos casos, el conjunto de las contribuciones es tan coherente y de tan alta calidad, que los editores del proceso, podrán decidir seguir desarrollando aún más esas actas y convertirlas en un libro de texto (esto incluso puede ser un objetivo al comienzo de la conferencia).
Las actas de conferencias se publican a nivel local, a cargo de la institución organizadora de la conferencia, o a través de un editor académico. Por ejemplo, la publicación Lecture Notes in Computer Science editada por Springer Verlag toma de las actas gran parte de sus aportaciones. Cada vez más, las actas se publican solamente en formato electrónico, ya sea en CD-ROM, o distribuido en Internet.

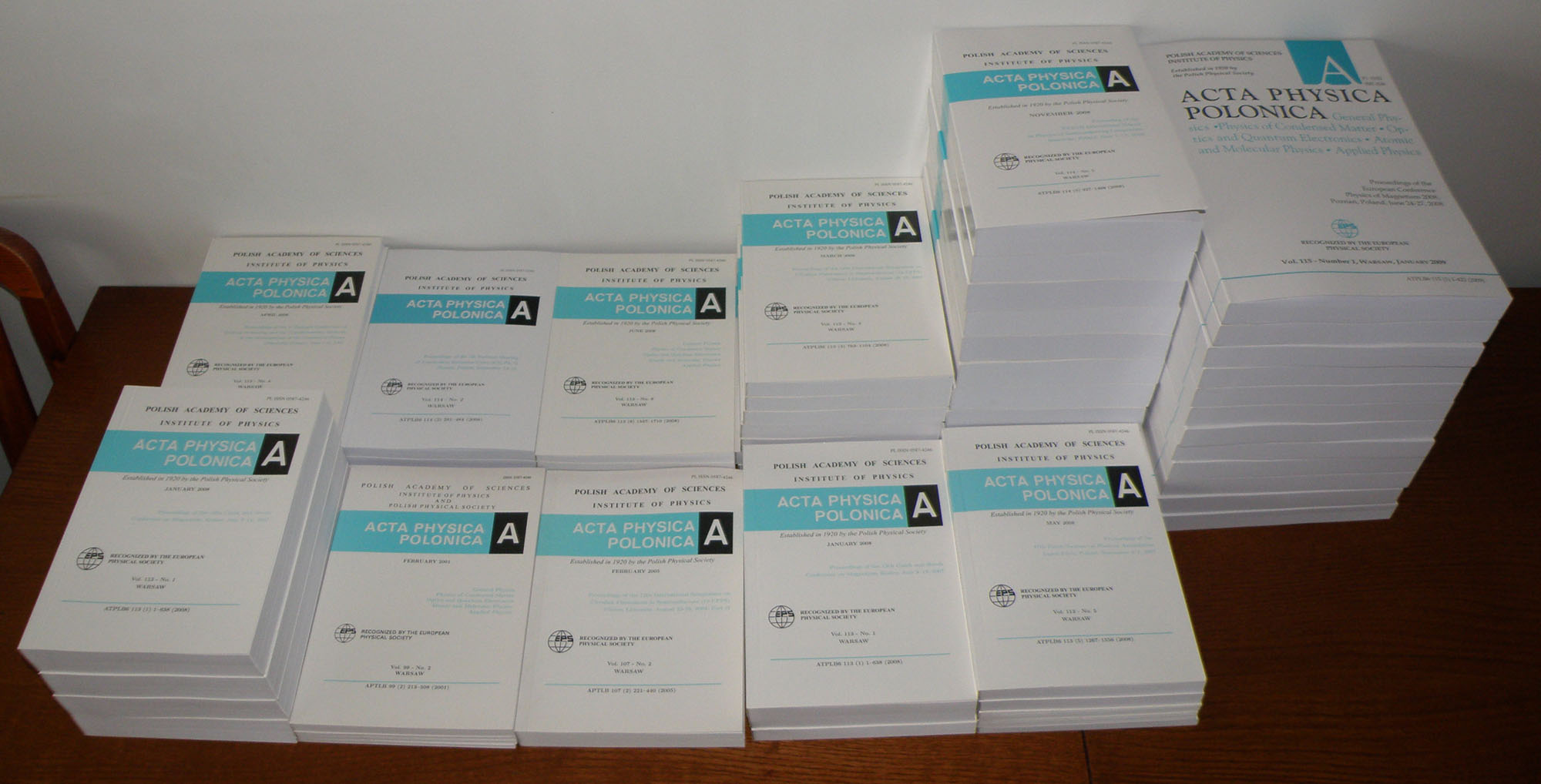
Ejemplares de la revista Acta Physica Polonica

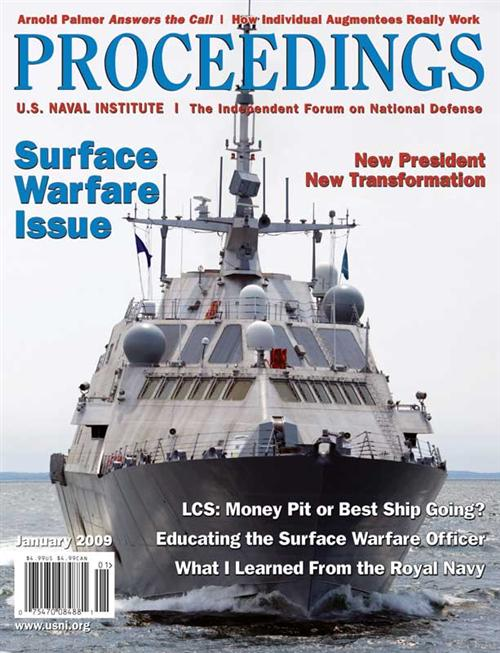
Portada de la revista Proccedings of the United States Naval Institute (USNI)

## Revistas académicas
Algunas revistas académicas o científicas utilizan el nombre Actas (Acta, en latín; Proceedings, en inglés) en su título, por ejemplo, Actas de dermatología y dermatopatología, Acta Psiquiátrica y Psicológica de América Latina, Proceedings of the National Academy of Sciences (PNAS), a pesar de que la calidad científica de las publicaciones en las Actas de una conferencia, por lo general, no es tan alta como el de las revistas científicas internacionales.
Otros ejemplos de revistas científicas que incluyen la palabra Acta o Actas en el título, siendo publicaciones periódicas y no el resumen de los trabajos presentados en un congreso científico son: Acta Oncologica, Acta Amazonica, Acta Bioethica, Acta ginecológica, Acta Agronómica, Acta Crystallographica Section A, Actas dermo-sifiliográficas, Actas españolas de psiquiatría, Actas urológicas españolas, o Actas de derecho industrial y derecho de autor.